# Beomaster
Beomaster är de receivers som Bang & Olufsen sålde under 1960- och 1970-talet.
Beomaster 900 och Beomaster 1000 såldes i stora volymer redan på 1960-talet. På 1970-talet var modeller som Beomaster 3000 och Beomaster 1900 mycket populära. 
Jacob Jensen stod för designen och var också Bang & Olofsens chefsdesigner vid den här tiden. Jensen förespråkade en design som skiljde sig från vad andra tillverkare hade att erbjuda. När andra tillverkare erbjöd stapelbara apparater med många utskjutande rattar och knappar föredrog Jensen platta bordsmodeller, gärna med touch-knappar eller skjutreglage liknande de på en räknesticka. 
Materialet var ofta anodiserad aluminium med inslag av ädelträ och mörktonat akrylglas. Det gav ett exklusivt utseende som uppskattades av kunder runt om i hela världen. 
Till Beomastern gick det att ansluta skivspelare Beogram och bandspelare Beocord samt högtalare Beovox.
Beomaster 1200 och 3000 från 1972 finns med som exempel på modern design i den permanenta utställningen på Museum of Modern Art.